# Vincenzo Greco
Vincenzo Greco (Crotone, 5 settembre 1739 – Crotone, 17 maggio 1806) è stato un vescovo cattolico italiano.

## Biografia
Nato a Crotone il 5 settembre 1739, entrò in seminario ricevendo l'ordinazione presbiterale il 18 settembre 1762.
Il 26 marzo 1792 fu nominato vescovo di Belcastro da papa Pio VI; ricevette l'ordinazione episcopale il successivo 9 aprile dal cardinale Francesco Saverio de Zelada e dai co-consacranti Antonio Felice Zondadari, arcivescovo titolare di Adana, e Nicola Buschi, arcivescovo titolare di Efeso.
Nel 1794 seguì personalmente i lavori di restauro della cattedrale di Belcastro, per anni rimasta incompiuta a causa di diversi problemi burocratici.
Nel 1796 Greco citò in giudizio il barone di Belcastro Vincenzo Poerio, in quanto quest'ultimo si rifiutò di pagare il canone di locazione di alcuni terreni della mensa vescovile che gli furono concessi dalla diocesi, pena il pignoramento del grano da lui raccolto. Alla fine si convinse e saldò l'intero ammontare del suo debito.
Nel 1806 rinunziò alla cattedra diocesana e si ritirò nella sua città natale, dove si spense il 17 maggio di quell'anno.

## Genealogia episcopale
La genealogia episcopale è:
- Cardinale Scipione Rebiba
- Cardinale Giulio Antonio Santori
- Cardinale Girolamo Bernerio, O.P.
- Arcivescovo Galeazzo Sanvitale
- Cardinale Ludovico Ludovisi
- Cardinale Luigi Caetani
- Cardinale Ulderico Carpegna
- Cardinale Paluzzo Paluzzi Altieri degli Albertoni
- Papa Benedetto XIII
- Papa Benedetto XIV
- Papa Clemente XIII
- Cardinale Francesco Saverio de Zelada
- Vescovo Vincenzo Greco